# Sylvain Marcel
 (mars 2013).
Si vous disposez d'ouvrages ou d'articles de référence ou si vous connaissez des sites web de qualité traitant du thème abordé ici, merci de compléter l'article en donnant les références utiles à sa vérifiabilité et en les liant à la section « Notes et références ».
Sylvain Marcel est un acteur québécois né en 1964 à Charlemagne (Québec). Il est connu pour son rôle humoristique de pharmacien dans une série de publicités télévisées pour le compte de Familiprix et son rôle de Sylvain dans 450, chemin du Golf.

## Biographie
Homme de théâtre, comédien et improvisateur, il a été préposé aux bénéficiaires des soins de santé (aide-soignant) dans un hôpital de Montréal pendant une dizaine d'années avant de devenir acteur. Il poursuivait en même temps une carrière artistique.
Sa carrière a pris son envol lorsqu'il a accepté le rôle humoristique d'un pharmacien dans une série de publicités télévisées pour le compte de Familiprix produite par l'agence Alfred. Chaque publicité se termine par la même exclamation de satisfaction : « Ah! Ha! Familiprix» Cette série a suffisamment marqué l'imagination populaire pour être réutilisée dans différentes situations de la vie courante. 
Sylvain Marcel a annoncé que l'année 2006 est la dernière année où on retrouvera son personnage de pharmacien dans les publicités Familiprix, cette dernière souhaitant passer à un autre concept.
En 2020, il répond a l'appel a l'aide du gouvernement et ce porte volontaire pour travailler dans les CHSLD. En juin et juillet, il prend soin des personnes âgées dans la zone rouge du CHSLD de Rosemère.
En 2021, le grand public international le découvre dans le vrai/faux film biographique sur Céline Dion, le film Aline de Valérie Lemercier dans lequel il incarne le producteur de musique Guy-Claude (inspiré par René Angélil).

## Vie privée
La comédienne Hélène Bourgeois Leclerc a été sa conjointe jusqu'en 2005. 
Il a 5 enfants, une fille et 4 garçons. 

## Filmographie

### Cinéma
- 2001 : On n'est pas là pour s'aimer : le réceptionniste
- 2001 : La Femme qui boit : homme de main
- 2001 : La Loi du cochon : Paquette
- 2003 : Nez rouge : monsieur Paquette
- 2003 : Noël Blank : Denis
- 2006 : Bon Cop, Bad Cop : Luc Therrien
- 2006 : Que Dieu bénisse l'Amérique : Pierre St-Rock
- 2011 : En terrains connus : Alain
- 2013 : Lac Mystère : Jacques Picard
- 2014 : Miraculum : Michel Beaudry
- 2016 : 9, le film, sketch Banqueroute de Claude Brie : Louis, l'homme en retard à la banque
- 2017 : De père en flic 2 : ministre de la Justice
- 2020 : Aline de Valérie Lemercier : Guy-Claude
- 2023 : Crépuscule pour un tueur : Roger Burns
- 2023 : Les Jours heureux de Chloé Robichaud : Patrick
- 2024 : Tous toqués! de Manon Briand : Ludger

### Séries télévisées
- 2000 : Chartrand et Simonne : Contestataire (Saison 1 Épisode 3)
- 2000 : Fortier : Pierre Daoust
- 2003 : Hommes en quarantaine : Francis Lepage
- 2003-2009 : 450, chemin du Golf : Sylvain
- 2005 : Les Invincibles : Bernard
- 2005 : Le Sketch Show
- 2005 : Les Bougon, c'est aussi ça la vie! : Garde chasse
- 2006-2008 : Le Négociateur : Léo Piché, chef du clan Piché
- 2011-2013 : 19-2 : Sergent Julien Houle
- 2014-2018 : Mensonges : Bob Crépault
- 2015 : Pour Sarah : Luc Vaillancourt
- 2015-2017 : Marche à l'ombre : Gilbert Levac
- 2018 : Les Honorables : Gaétan Dessureaux
- 2020- : L'Échappée : Thomas Bourgoin

### Théâtre
- Appelez-moi Stéphane
- Froid de canard
- La Flotte de la reine
- Le Petit Cirque de Barbarie
- L'Homme poubelle
- Maelström
- L'Ahurissant Vertige de monsieur Lorenzaccio
- Gameshow

## Distinctions

### Récompense
- Gala Artis 2016 : prix pour le rôle masculin dans une télésérie québécoise

### Nomination
- César 2022 : Meilleur acteur dans un second rôle pour Aline[4]

### Source
- Homme en demande, la Tribune, Sherbrooke, Québec, 2005-09-03, section E3.